# Ampliación de San Pedro
Ampliación de San Pedro är en ort i Mexiko, tillhörande kommunen Chalco i delstaten Mexiko. Ampliación de San Pedro ligger i den centrala delen av landet och tillhör Mexico Citys storstadsområde. Orten hade 282 invånare vid folkräkningen 2010.